# Stadtgeschichtliches Museum (Jülich)

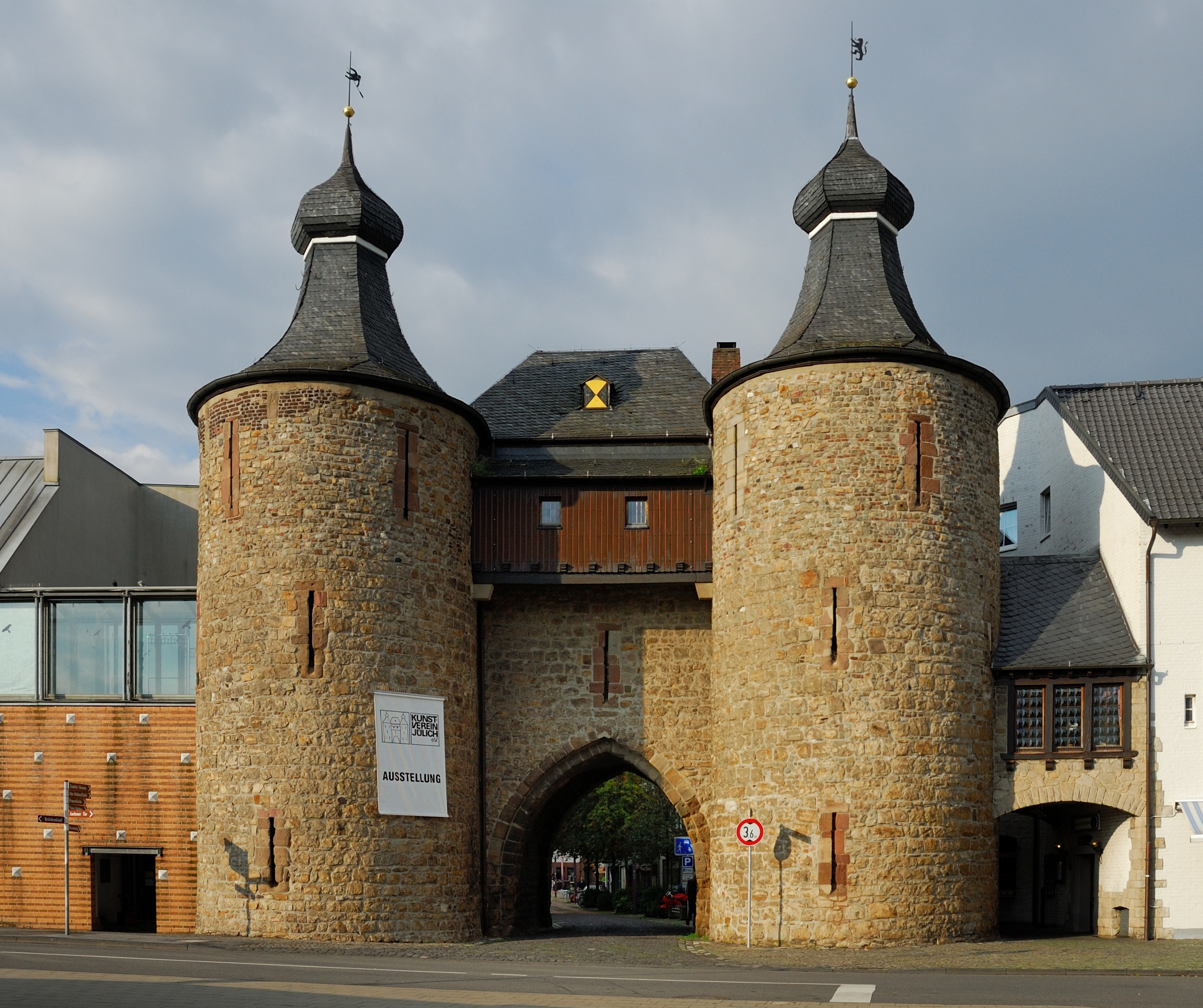
Der Hexenturm in Jülich (2009)

Das Stadtgeschichtliche Museum ist ein Museum der Stadt Jülich im Kreis Düren, Nordrhein-Westfalen. Es befindet sich im Hexenturm, einem mittelalterlichen Stadttor.
Im Jahre 1899 zogen das Amtsgericht und das Gerichtsgefängnis aus dem Turm aus. Der Jülicher Beigeordnete Peter Linnartz (1854–1918) setzte sich für einen Umbau als Heimatmuseum ein. Der Diözesanbaumeister Heinrich Renard plante die Baumaßnahme. Sie kostete 6.284,98 Mark und wurde durch Zuschüsse und Spenden aufgebracht.
Am 8. August 1902 eröffnete Bürgermeister Wilhelm Vogt die „Städtische Sammlung für Heimatkunde“. Es waren damals schon etwa 400 Exponate zu sehen. 1918 war die Sammlung schon auf 1463 Stück angewachsen. Hierzu zählten Bilder, Stiche, archäologische Funde, Münzen, Gläser, Waffen und vieles mehr.
Im Ersten Weltkrieg schliefen mit dem Tode von Linnartz die Aktivitäten ein. Die französischen Besatzungsmächte nahmen einen Teil der Ausstellungsstücke mit in ihre Heimat.
Mit der Gründung des Jülicher Geschichtsvereins am 4. Juli 1923 kamen neue Aktivitäten auf. 1937 gab es wieder 3.127 Ausstellungsstücke. Im Zweiten Weltkrieg wurde der Hexenturm stark beschädigt. Viele Stücke verbrannten oder wurden beschädigt.
Nach einer aufwändigen Renovierung nach dem Kriege wurde am 23. März 1990 der Grundstein für das angebaute Kulturhaus gelegt. 1992 wurde der Anbau eröffnet.
2001 wurde die Sammlung des Traditionsvereins der ehemaligen Unteroffiziersschule Jülich übernommen und in den jetzt 8.500 Teile umfassenden Museumsbestand übernommen.
Das Stadtgeschichtliche Museum in Jülich im Hexenturm und Kulturhaus ist seit etwa 2006 geschlossen. Es wurde in der Funktion ersetzt durch das Museum Zitadelle. Dort gibt es einen Raum mit Beständen des Stadtgeschichtlichen Museums aus dem Hexenturm in den Jahren 1902 bis 1944. Im Museum Zitadelle befindet sich eine Ausstellung von Bildern des aus Jülich stammenden Malers Johann Wilhelm Schirmer.